# Harry Winks
Harry Billy Winks (Hemel Hempstead, 2 febbraio 1996) è un calciatore inglese, centrocampista del Leicester City.

## Biografia
È di origine spagnola dalla parte materna.

## Caratteristiche tecniche
È un centrocampista centrale dal fisico longilineo, in grado di interpretare bene entrambe le fasi di gioco, bravo tecnicamente e tatticamente, abile nel recuperare palla; possiede una buona visione di gioco e buona abilità negli inserimenti senza palla.

## Carriera

### Club
Prodotto del settore giovanile del Tottenham, viene convocato la prima volta in prima squadra il 30 marzo 2014 in una partita di campionato giocata contro il Liverpool, senza mai tuttavia scendere in campo. Durante la preparazione estiva firma il suo primo contratto da professionista, entrando così a far parte della rosa. Il 27 novembre seguente avviene il suo debutto ufficiale in maglia Spurs in una partita di UEFA Europa League giocata contro il Partizan, dove sostituisce all'87º il centrocampista Paulinho.
Il 27 agosto 2016 fa il suo debutto in Premier League nel pareggio interno per 1-1 contro il Liverpool, subentrando nei minuti finali di gara al compagno di squadra Christian Eriksen. Il successivo 19 novembre segna la sua prima rete in Premier League con gli Spurs nella vittoria per 3-2 sul West Ham Utd. Il 1º aprile 2017, nel corso della partita vinta per 0-2 contro il Burnley, subisce una lesione al legamento della caviglia sinistra, terminando così anzitempo la stagione.
Il 30 agosto 2022 viene ceduto in prestito con diritto di riscatto, fissato a 25 milioni di euro, alla Sampdoria. A causa di un infortunio che lo ha tenuto fuori a lungo, ha esordito con i blucerchiati (oltreché in Serie A) solo il 16 gennaio 2023, nella sconfitta per 1-0 contro l'Empoli.
A fine stagione, conclusa con la retrocessione dei doriani, fa ritorno agli spurs, che il 1º luglio seguente lo cedono a titolo definitivo al Leicester City. Debutta con le Foxes il 6 agosto successivo nella primo giornata di campionato, vinta per 2-1 contro il Coventry City.  Segna la sua prima rete con la nuova maglia il 28 ottobre segutente, nella vittoria esterna per 2-1 contro il QPR. A fine stagione totalizza 48 presenze complessivo con 2 reti, vincendo il Campionato nonché suo primo trofeo in carriera.

### Nazionale
Svolge tutta la trafila delle nazionali giovanili inglesi.
Il 14 novembre 2016 ha debuttato con l'Under-21 inglese giocando da titolare nell'amichevole persa 3-2 contro i coetanei francesi.
Nonostante una proposta dalla Spagna per via delle sue origini ha scelto di giocare per l'Inghilterra, con cui debutta l'8 ottobre 2017 contro la Lituania. La prima rete la realizza il 17 novembre 2019 nel successo per 4-0 contro il Kosovo.

## Statistiche

### Presenze e reti nei club
Statistiche aggiornate al 19 ottobre 2024.
| Stagione              | Squadra               | Campionato            | Campionato | Campionato | Coppe nazionali | Coppe nazionali | Coppe nazionali | Coppe continentali | Coppe continentali | Coppe continentali | Altre coppe | Altre coppe | Altre coppe | Totale | Totale |
| Stagione              | Squadra               | Comp                  | Pres       | Reti       | Comp            | Pres            | Reti            | Comp               | Pres               | Reti               | Comp        | Pres        | Reti        | Pres   | Reti   |
| --------------------- | --------------------- | --------------------- | ---------- | ---------- | --------------- | --------------- | --------------- | ------------------ | ------------------ | ------------------ | ----------- | ----------- | ----------- | ------ | ------ |
| 2014-2015             | Tottenham             | PL                    | 0          | 0          | FACup+CdL       | 0+0             | 0               | UEL                | 1                  | 0                  | -           | -           | -           | 1      | 0      |
| 2015-2016             | Tottenham             | PL                    | 0          | 0          | FACup+CdL       | 0+0             | 0               | UEL                | 2                  | 0                  | -           | -           | -           | 2      | 0      |
| 2016-2017             | Tottenham             | PL                    | 21         | 1          | FACup+CdL       | 4+2             | 0               | UCL+UEL            | 4+2                | 0                  | -           | -           | -           | 33     | 1      |
| 2017-2018             | Tottenham             | PL                    | 16         | 0          | FACup+CdL       | 3+1             | 0               | UCL                | 5                  | 0                  | -           | -           | -           | 25     | 0      |
| 2018-2019             | Tottenham             | PL                    | 26         | 1          | FACup+CdL       | 0+5             | 0               | UCL                | 10                 | 0                  | -           | -           | -           | 41     | 1      |
| 2019-2020             | Tottenham             | PL                    | 31         | 0          | FACup+CdL       | 5+0             | 0               | UCL                | 5                  | 0                  | -           | -           | -           | 41     | 0      |
| 2020-2021             | Tottenham             | PL                    | 15         | 0          | FACup+CdL       | 2+3             | 1+0             | UEL                | 10                 | 1                  | -           | -           | -           | 30     | 2      |
| 2021-2022             | Tottenham             | PL                    | 19         | 0          | FACup+CdL       | 3+3             | 1+0             | UECL               | 5                  | 0                  | -           | -           | -           | 30     | 1      |
| Totale Tottenham      | Totale Tottenham      | Totale Tottenham      | 128        | 2          |                 | 31              | 2               |                    | 44                 | 1                  |             | -           | -           | 203    | 5      |
| 2022-2023             | Sampdoria             | A                     | 20         | 0          | CI              | 0               | 0               | -                  | -                  | -                  | -           | -           | -           | 20     | 0      |
| 2023-2024             | Leicester City        | FLC                   | 45         | 2          | FACup+CdL       | 1+2             | 0               | -                  | -                  | -                  | -           | -           | -           | 48     | 2      |
| 2024-2025             | Leicester City        | PL                    | 7          | 0          | FACup+CdL       | 0+1             | 0+1             | -                  | -                  | -                  | -           | -           | -           | 8      | 1      |
| Totale Leicester City | Totale Leicester City | Totale Leicester City | 52         | 2          |                 | 4               | 1               |                    | -                  | -                  |             | -           | -           | 56     | 3      |
| Totale carriera       | Totale carriera       | Totale carriera       | 200        | 4          |                 | 35              | 3               |                    | 44                 | 1                  |             | -           | -           | 279    | 8      |

### Cronologia presenze e reti in nazionale
| Cronologia completa delle presenze e delle reti in nazionale ― Inghilterra | Cronologia completa delle presenze e delle reti in nazionale ― Inghilterra | Cronologia completa delle presenze e delle reti in nazionale ― Inghilterra | Cronologia completa delle presenze e delle reti in nazionale ― Inghilterra | Cronologia completa delle presenze e delle reti in nazionale ― Inghilterra | Cronologia completa delle presenze e delle reti in nazionale ― Inghilterra | Cronologia completa delle presenze e delle reti in nazionale ― Inghilterra | Cronologia completa delle presenze e delle reti in nazionale ― Inghilterra |
| Data                                                                       | Città                                                                      | In casa                                                                    | Risultato                                                                  | Ospiti                                                                     | Competizione                                                               | Reti                                                                       | Note                                                                       |
| -------------------------------------------------------------------------- | -------------------------------------------------------------------------- | -------------------------------------------------------------------------- | -------------------------------------------------------------------------- | -------------------------------------------------------------------------- | -------------------------------------------------------------------------- | -------------------------------------------------------------------------- | -------------------------------------------------------------------------- |
| 8-10-2017                                                                  | Vilnius                                                                    | Lituania                                                                   | 0 – 1                                                                      | Inghilterra                                                                | Qual. Mondiali 2018                                                        | -                                                                          |                                                                            |
| 15-10-2018                                                                 | Siviglia                                                                   | Spagna                                                                     | 2 – 3                                                                      | Inghilterra                                                                | UEFA Nations League 2018-2019 - 1º turno                                   | -                                                                          | 65’ 90’                                                                    |
| 15-11-2018                                                                 | Londra                                                                     | Inghilterra                                                                | 3 – 0                                                                      | Stati Uniti                                                                | Amichevole                                                                 | -                                                                          | 70’                                                                        |
| 14-10-2019                                                                 | Sofia                                                                      | Bulgaria                                                                   | 0 – 6                                                                      | Inghilterra                                                                | Qual. Euro 2020                                                            | -                                                                          |                                                                            |
| 14-11-2019                                                                 | Londra                                                                     | Inghilterra                                                                | 7 – 0                                                                      | Montenegro                                                                 | Qual. Euro 2020                                                            | -                                                                          |                                                                            |
| 17-11-2019                                                                 | Pristina                                                                   | Kosovo                                                                     | 0 – 4                                                                      | Inghilterra                                                                | Qual. Euro 2020                                                            | 1                                                                          |                                                                            |
| 8-10-2020                                                                  | Londra                                                                     | Inghilterra                                                                | 3 – 0                                                                      | Galles                                                                     | Amichevole                                                                 | -                                                                          | 75’                                                                        |
| 12-11-2020                                                                 | Londra                                                                     | Inghilterra                                                                | 3 – 0                                                                      | Irlanda                                                                    | Amichevole                                                                 | -                                                                          |                                                                            |
| 15-11-2020                                                                 | Lovanio                                                                    | Belgio                                                                     | 2 – 0                                                                      | Inghilterra                                                                | UEFA Nations League 2020-2021 - 1º turno                                   | -                                                                          | 46’                                                                        |
| 18-11-2020                                                                 | Londra                                                                     | Inghilterra                                                                | 4 – 0                                                                      | Islanda                                                                    | UEFA Nations League 2020-2021 - 1º turno                                   | -                                                                          | 64’                                                                        |
| Totale                                                                     |                                                                            | Presenze                                                                   | 10                                                                         |                                                                            | Reti                                                                       | 1                                                                          |                                                                            |

| Cronologia completa delle presenze e delle reti in nazionale ― Inghilterra under 21 | Cronologia completa delle presenze e delle reti in nazionale ― Inghilterra under 21 | Cronologia completa delle presenze e delle reti in nazionale ― Inghilterra under 21 | Cronologia completa delle presenze e delle reti in nazionale ― Inghilterra under 21 | Cronologia completa delle presenze e delle reti in nazionale ― Inghilterra under 21 | Cronologia completa delle presenze e delle reti in nazionale ― Inghilterra under 21 | Cronologia completa delle presenze e delle reti in nazionale ― Inghilterra under 21 | Cronologia completa delle presenze e delle reti in nazionale ― Inghilterra under 21 |
| Data                                                                                | Città                                                                               | In casa                                                                             | Risultato                                                                           | Ospiti                                                                              | Competizione                                                                        | Reti                                                                                | Note                                                                                |
| ----------------------------------------------------------------------------------- | ----------------------------------------------------------------------------------- | ----------------------------------------------------------------------------------- | ----------------------------------------------------------------------------------- | ----------------------------------------------------------------------------------- | ----------------------------------------------------------------------------------- | ----------------------------------------------------------------------------------- | ----------------------------------------------------------------------------------- |
| 14-11-2016                                                                          | Bondoufle                                                                           | Francia under 21                                                                    | 3 – 2                                                                               | Inghilterra under 21                                                                | Amichevole                                                                          | -                                                                                   | 65’                                                                                 |
| 24-3-2017                                                                           | Wiesbaden                                                                           | Germania under 21                                                                   | 1 – 0                                                                               | Inghilterra under 21                                                                | Amichevole                                                                          | -                                                                                   | 72’                                                                                 |
| Totale                                                                              |                                                                                     | Presenze                                                                            | 2                                                                                   |                                                                                     | Reti                                                                                | 0                                                                                   |                                                                                     |

## Palmarès

### Club

#### Competizioni nazionali
- Football League Championship: 1

Leicester City: 2023-2024